# Hans-Jörg Pfister
Hans-Jörg "Joko" Pfister (ur. 4 maja 1951 w Biel/Bienne) – szwajcarski piłkarz grający na pozycji napastnika. W swojej karierze rozegrał 26 meczów w reprezentacji Szwajcarii, w których strzelił 5 goli.

## Kariera piłkarska
Swoją karierę piłkarską Pfister rozpoczął w klubie FC Mett. Następnie został zawodnikiem FC Biel-Bienne. W 1969 roku awansował do pierwszego zespołu i w sezonie 1969/1970 zadebiutował w jego barwach w pierwszej lidze szwajcarskiej. W 1972 roku odszedł z Biel-Bienne do Servette FC. W sezonach 1975/1976, 1976/1977 i 1977/1978 trzykrotnie z rzędu wywalczył wicemistrzostwo Szwajcarii. W sezonie 1977/1978 zdobył też Puchar Szwajcarii, a w sezonie 1978/1979 sięgnął z Servette po dublet (mistrzostwo oraz puchar kraju). W 1977 roku jako gracz Servette został wybrany Piłkarzem Roku w Szwajcarii.
Latem 1979 roku Pfister przeszedł do Grasshoppers Zurych. W sezonach 1979/1980 i 1980/1981 został z nim wicemistrzem kraju, a w sezonie 1981/1982 przyczynił się do wywalczenia mistrzostwa. W trakcie tamtego sezonu odszedł do Lausanne Sports. W klubie z Lozanny grał do końca swojej kariery, czyli do 1984 roku.
| Sezon   | Klub                | Kraj       | Rozgrywki      | Mecze | Gole |
| ------- | ------------------- | ---------- | -------------- | ----- | ---- |
| 1969/70 | FC Biel-Bienne      | Szwajcaria | Nationalliga A | 10    | 0    |
| 1970/71 | FC Biel-Bienne      | Szwajcaria | Nationalliga A | 23    | 1    |
| 1971/72 | FC Biel-Bienne      | Szwajcaria | Nationalliga A | 24    | 3    |
| 1972/73 | Servette FC         | Szwajcaria | Nationalliga A | 24    | 10   |
| 1973/74 | Servette FC         | Szwajcaria | Nationalliga A | ?     | ?    |
| 1974/75 | Servette FC         | Szwajcaria | Nationalliga A | ?     | ?    |
| 1975/76 | Servette FC         | Szwajcaria | Nationalliga A | ?     | ?    |
| 1976/77 | Servette FC         | Szwajcaria | Nationalliga A | ?     | ?    |
| 1977/78 | Servette FC         | Szwajcaria | Nationalliga A | ?     | ?    |
| 1978/79 | Servette FC         | Szwajcaria | Nationalliga A | ?     | ?    |
| 1979/80 | Grasshoppers Zurych | Szwajcaria | Nationalliga A | 36    | 12   |
| 1980/81 | Grasshoppers Zurych | Szwajcaria | Nationalliga A | 23    | 4    |
| 1981/82 | Grasshoppers Zurych | Szwajcaria | Nationalliga A | 4     | 1    |
| 1981/82 | Lausanne Sports     | Szwajcaria | Nationalliga A | 20    | 2    |
| 1982/83 | Lausanne Sports     | Szwajcaria | Nationalliga A | 9     | 2    |
| 1983/84 | Lausanne Sports     | Szwajcaria | Nationalliga A | 17    | 1    |

## Kariera reprezentacyjna
W reprezentacji Szwajcarii Pfister zadebiutował 18 listopada 1973 w przegranym 0:2 meczu eliminacji do MŚ 1974 z Turcją, rozegranym w Izmirze. W swojej karierze grał też w: eliminacjach do Euro 76, do MŚ 1978, do Euro 80 i do MŚ 1982. Od 1973 do 1981 roku rozegrał w kadrze narodowej 26 meczów, w których strzelił 5 goli.